# Adolf Eyme

Adolf Eyme als Student in Göttingen im Jahr 1883

Adolf Eyme (* 20. Juli 1861 in Zorge; † 19. Juli 1925 in Berlin-Friedenau) war ein deutscher Chemiker und Hochschullehrer.

## Leben und Wirken

Adolf Eyme (3.v.r.) im Kreis der Holzminda - 1885

Adolf Eyme wurde als Sohn eines Oberförsters in Zorge am Harz geboren. Nach Abschluss seines Abiturs am Gymnasium in Holzminden ging er zum Studium nach Tübingen und Berlin, um zunächst sein Dienstjahr als Einjährig-Freiwilliger zu absolvieren und dann Philosophie, Geschichte und Geographie zu studieren. Im Sommer 1883 ging er an die Georg-August-Universität nach Göttingen, wo er in die Verbindung und spätere Burschenschaft Holzminda eintrat. Von 1886 bis 1896 arbeitete er dann als Hauslehrer. Nach einem Schlaganfall blieb eine schwache rechtsseitige Lähmung zurück, die zu Änderungen in seinem Leben führten. Er lernte links schreiben und begann in Berlin das für ihn gänzlich neue Studium der Chemie, welches er 1901 mit seiner Dissertation beendete. Im Folgenden arbeitete er als Chemiker an der Preußischen Geologischen Landesanstalt, an welcher er nach einiger Zeit eine Professur in Chemie erhielt. Einer seiner Forschungsschwerpunkte waren die Carbodiimide. Er war ein angesehener Analytiker für Mineralien und wurde unter anderem von Franz Beyschlag als „unfehlbar“ in seinen Analysen bezeichnet. Er starb 1925 in Berlin.

## Veröffentlichungen
- Ueber Additionsreactionen der Carbodiimide. In: Berichte der deutschen chemischen Gesellschaft XXXII, Berlin 1899, S. 3176–3178. (zusammen mit Wilhelm Traube)
- Ueber eine neue Additionsreaktion der Carbodiimide. Dissertation, Berlin 1901.